# Mecomerinthus
Mecomerinthus är ett släkte av skalbaggar. Mecomerinthus ingår i familjen vivlar.
Kladogram enligt Catalogue of Life:
| Mecomerinthus | \| \| Mecomerinthus depressus \| \| \| \| \| \| Mecomerinthus holtzi \| \| \| \| |
|               | \| \| Mecomerinthus depressus \| \| \| \| \| \| Mecomerinthus holtzi \| \| \| \| |
|               | Mecomerinthus depressus                                                          |
|               |                                                                                  |
|               | Mecomerinthus holtzi                                                             |
|               |                                                                                  |